# Verbandsgemeinde Obere Aller
In de Verbandsgemeinde Obere Aller, gelegen in de Landkreis Börde, werken zeven gemeenten gezamenlijk aan de afwikkeling van hun gemeentelijke taken.

## Deelnemende gemeenten
- Eilsleben * (3.738)
- Harbke (1.790)
- Hötensleben (3.549)
- Sommersdorf (1.365)
- Ummendorf (953)
- Völpke (1.230)
- Wefensleben (1.713)